# 貝爾明湖
5°09′30″N 9°38′0″E / 5.15833°N 9.63333°E
貝爾明湖（法語：Lake Bermin），是喀麥隆的湖泊，位於該國西南部，由西南區負責管轄，直徑約0.7公里，水深16米，湖水經克羅斯河流出，附近城鎮有昆巴。